# Hot link (salchicha)

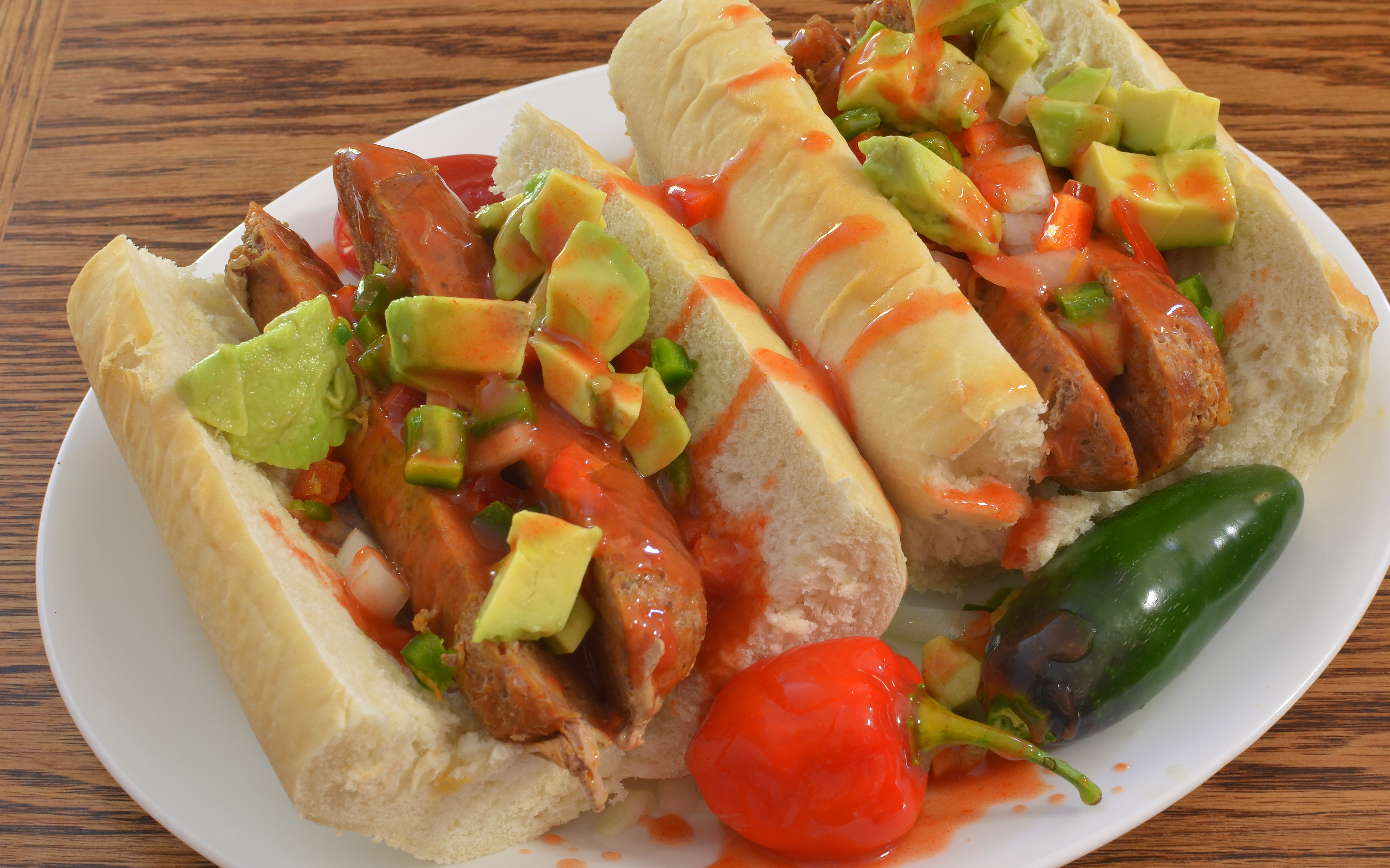
Chorizo estilo hot link.

Un hot link (también red link, Louisiana red hot o Louisiana hot link) es un tipo de salchicha utilizada en la gastronomía del sur de Estados Unidos y una parte de la barbacoa estadounidense, soul food y cocinas cajún y criolla de Luisiana. También forma parte de la gastronomía tejana y de la cocina de Chicago, Illinois. El enlace caliente generalmente se prepara con carne de cerdo, res o una combinación de ambos. A veces se usa como ingrediente en otros platos, como jambalaya y gumbo. Las salchichas hot link son producidas en masa por algunas empresas en los Estados Unidos.

## Preparación
La carne de cerdo o de res, o una mezcla de ambas, se suele utilizar como ingrediente principal de la carne. El hot link se puede condimentar con hojuelas de pimiento rojo y pimienta de cayena. Se pueden usar especias adicionales, como tomillo, pimentón, hojas de laurel trituradas y hojuelas de cebolla. Las salchichas hot link a veces son ahumadas.

## Por localización

### Luisiana
En el sur de Luisiana, donde la gastronomía cajún y la gastronomía criolla son abundantes, una salchicha hot link en un panecillo se consume con más frecuencia que los hot dogs. Los hot links tienen su origen en Nueva Orleans donde son llamados hot pepper por su nombre en inglés mientras que su nombre en francés es chaurice, que deriva de su origen, el chorizo traído por los españoles a la Luisiana colonial.

### Texas
En Texas, el hot link generalmente se prepara con carne de res, y generalmente se cocina a fuego indirecto. Las guarniciones comunes para acompañar el hot link de Texas incluyen rebanadas de pan blanco, galletas saladas, queso naranja, rodajas de cebolla y pepinillos. En Pittsburg, Texas, el hot link es un alimento popular y se produce allí desde 1897. En Pittsburg, los hot links generalmente se asan o se hornean hasta el punto de tener un «aspecto medio quemado». En 1983, Pittsburg Hot Link Packers, Inc., en Pittsburg, Texas, producía 12 000 libras de enlaces activos por semana. Casi todos los enlaces activos producidos por Pittsburg Hot Link Packers se consumieron dentro de las 100 millas de Pittsburg durante este tiempo.

### Illinois
En Chicago, Illinois, los hot links generalmente se preparan con carne de cerdo, se pueden condimentar con pimienta, hinojo y salvia, y generalmente se cubren con una salsa barbacoa. Una parte importante de barbacoa al estilo Chicago, están comúnmente disponibles en los restaurantes de barbacoa soul food en West Side y South Side de la ciudad, a menudo se sirven con papas fritas y pan blanco. Se pueden cocinar a fuego lento en una parrilla.

## Lectura adicional
- Cannon, B. (1999). Treasury of Texas Trivia II. Taylor Trade Publishing. p. 31. ISBN 978-1-4617-0955-8.